# IV. třída okresu Blansko
IV. třída okresu Blansko tvoří společně s ostatními skupinami čtvrté třídy nejnižší (desátou nejvyšší) fotbalovou soutěž v České republice. Je řízena Okresním fotbalovým svazem Blansko. Hraje se každý rok od léta do jara se zimní přestávkou. V sezoně 2017/18 se hraje v jedné skupině s 11 účastníky z okresu Blansko, každý s každým hraje jednou na domácím hřišti a jednou na hřišti soupeře. Vzhledem k lichému počtu účastníků má v každém kole jedno mužstvo tzv. volný los, tedy v tomto kole nehraje. Vítěz postupuje do III. třídy okresu Blansko.

## Vítězové

### IV. třída okresu Blansko skupina A
| Ročník    | Vítězný tým                       |
| --------- | --------------------------------- |
| 2003/2004 | TJ Sloup                          |
| 2004/2005 | TJ Sokol Benešov                  |
| 2005/2006 | Sokol Lažany                      |
| 2006/2007 | TJ Sokol Olomučany                |
| 2007/2008 | Sokol Lažany                      |
| 2008/2009 | SK Doubravice nad Svitavou „B“    |
| 2009/2010 | TJ Sokol Bořitov                  |
| 2010/2011 | TJ Sokol Benešov                  |
| 2011/2012 | Sokol Lažany                      |
| 2012/2013 | SK Olympia Ráječko „B“            |
| 2013/2014 | FC Boskovice „B“                  |
| 2014/2015 | TJ Sokol Benešov                  |
| 2015/2016 | Sokol Lažany                      |
| 2016/2017 | SK Olympia Ráječko „C“            |
| 2017/2018 | TJ Sokol Skalice nad Svitavou „B“ |
| 2018/2019 |                                   |

### IV. třída okresu Blansko skupina B
| Ročník    | Vítězný tým         |
| --------- | ------------------- |
| 2011/2012 | SK Moravan Svitávka |